# Bodiluddelingen 1979
Bodiluddelingen 1979 blev afholdt i 1979 i Imperial i København og markerede den 32. gang at Bodilprisen blev uddelt.
Bille Augusts Honning måne blev uddelingens store vinder med tre priser; for bedste danske film, bedste kvindelige hovedrolle til Kirsten Olesen og bedste kvindelige birolle til Grethe Holmer. Filmanmelder Herbert Steinthal roste under prisoverrækkelsen Bille August som en ‘ung lovende instruktør' og spåede ham en stor fremtid som filminstruktør. Ingmar Bergman kunne for fjerde gang modtage prisen for bedste europæiske film med filmen Høstsonaten efter at have modtaget selvsamme pris i 1957, 1959 og 1974 - en bedrift og rekord som endnu ikke er overgået.

## Vindere
| Bedste mandlige hovedrolle                            | Bedste kvindelige hovedrolle      |
| ----------------------------------------------------- | --------------------------------- |
| - Jesper Christensen for Hør, var der ikke en som lo? | - Kirsten Olesen for Honning måne |
| Bedste mandlige birolle                               | Bedste kvindelige birolle         |
| - Otto Brandenburg for Hør, var der ikke en som lo?   | - Grethe Holmer for Honning måne  |
| Bedste danske film                                    | Bedste ikke-europæiske film       |
| - Honning måne af Bille August                        | - En fri kvinde af Paul Mazursky  |
| Bedste europæiske film                                | Bedste dokumentarfilm             |
| - Høstsonaten af Ingmar Bergman                       | - ikke uddelt                     |